# Paranoia (album)
Paranoia (Паранойя, Paranoie, un alt nume Стёкла и бетон, Sticlă și beton) este albumul de al doilea interpretei de muzică rock rusă Nikolai Noskov, care a fost lansat pe 1999 de NOX Music și ORT Records.

## Ordinea pieselor pe album
1. Паранойя
2. Стёкла и бетон
3. Я тебя прошу
4. Белая ночь
5. Снег
6. Узнать тебя
7. Примадонна
8. Счастливей сна
9. Я — Твой DJ
10. Как прекрасен мир